# 押絵と旅する男
『押絵と旅する男』（おしえとたびするおとこ）は、江戸川乱歩の著した短編小説である。『新青年』1929年（昭和4年）6月号に掲載された。乱歩は自作の評価に厳しいことで有名だが、この作品に関しては「ある意味では、私の短篇の中ではこれが一番無難だといってよいかも知れない」と珍しく肯定的な言葉を残している。

## あらすじ
魚津へ蜃気楼を観に行った帰りの汽車の中、二等車内には「私」ともう一人、古臭い紳士の格好をした60歳とも40歳ともつかぬ男しかいなかった。「私」はその男が、車窓に絵の額縁のようなものを立てかけているのを奇異な目で見ていた。夕暮れが迫ると、男はそれを風呂敷に包んで片付けた。目が合った。怖さに引き寄せられ、男の前の席に腰掛けると、男はこちらの心を見透かすかのように風呂敷の中身を見せてくれる。それは洋装の老人と振袖を着た美少女の押絵細工だった。背景の絵に比べその押絵のふたりが生きているようなので驚いてる「私」に「あなたなら分かってもらえそうだ」と男はさらに双眼鏡でそれを覗かせる。いよいよ生きているみたいに思えた押絵細工のふたりの「身の上話」を男は語り始める。
それは35,6年も前、男の兄が25歳のとき、浅草に「浅草12階」（凌雲閣）ができた頃の話。ふさぎがちになった男の兄が毎日、双眼鏡を持って出かけるので、あとをつけてみたら、男の兄は「浅草12階」に登って、双眼鏡を覗いていた。声をかけると男の兄は片思いの女性を覗いていたことを白状する。しかしその女性のいるところへふたりで行ってみると、その女性は押絵だった。すると男の兄はその双眼鏡をさかさまに覗いて自分を見ろという。男がそうすると兄は双眼鏡の中で小さくなり消えてしまった。どうしたのかと思うと男の兄は小さくなってその女性の横で同じ押絵になっていたのだった。
以来、男は、ずっと押絵の中も退屈だろうからと、「兄夫婦」をこうしていろんなところへの旅に連れて行っているのだという。ただ押絵の女性は歳をとらないが、兄だけが押絵の中で歳をとっているのだという。男が兄たちもこのような話をして恥ずかしがっているのでもう休ませますと、風呂敷の中に包み込もうとしたとき、気のせいか押絵のふたりが「私」に挨拶の笑みを送ったように見える。

## 登場人物
押絵と旅する男
本作の主人公。40歳にも60歳にも見える男性。
「私」
本作の語り手。
「兄」
主人公の兄。明治28年、十二階で眺めていた遠眼鏡に美しい女性が映り、一目惚れする。

## 執筆の経緯
1927年（昭和2年）3月、『一寸法師』と『パノラマ島奇談』を書き上げた乱歩は自己嫌悪に陥り、休筆を決意して放浪の旅に出た。この際、蜃気楼を見るために魚津を訪れたことが、本作の下敷きとなったという。もっとも、実際には季節外れで、蜃気楼を見ることはできなかったという。
当時、『新青年』編集長だった横溝正史は、同誌1928年新年号の呼びものとして休筆中の乱歩の作品を掲載したいと考え、渋る乱歩を放浪先の京都まで出向いて口説き落とし、乱歩が名古屋の小酒井不木邸を訪れた際に原稿を渡す、という約束を取りつけた。ところが、約束の日に正史が小酒井邸に出向いたところ、乱歩は書けなかったと返答してきた。困った正史は、窮余の策として、新年号に載せる予定の自作（『あ・てる・てえる・ふいるむ』）を乱歩名義で掲載することにし、乱歩の承認を得た。その晩、乱歩と正史は名古屋の大須ホテルに一緒に泊まったが、そこで乱歩は正史に、実は原稿を書いてはいたのだが、内容に自信がないので小酒井の前では出しかね、たった今便所の中に破って捨てたと告白し、正史をくやしがらせている。このとき廃棄された原稿が、『押絵と旅する男』の原型となった作品だったという。のち、編集長が延原謙に交替したのち、あらためて執筆されたのが本作である。

## 映画
1994年に映画化。

### キャスト
- 浜村純
- 鷲尾いさ子
- 藤田哲也
- 天本英世
- 飴屋法水

### スタッフ
- 監督 - 川島透
- プロデューサー - 一瀬隆重、瀬田素、石原真
- 脚本 - 薩川昭夫、川島透

## ドラマ
1989年、『土曜ワイド劇場』で放送。江戸川乱歩の美女シリーズ#北大路欣也版を参照。

## 漫画
- 集英社 『江戸川乱歩 異人館』2巻（ISBN 978-4-088-79175-3 )に「額男〜押絵と旅する男〜」として収録。作画は山口譲司。

## アニメーション
青森県立美術館、静岡県立美術館、島根県立石見美術館が2018年に合同で実施した企画展「めがねと旅する美術展」における展示品として製作された。
原作とは異なり日本橋から浅草へ向かう市電の車中での出来事となっている。
導入部の昭和と老人の回想の明治では空気感が異なるように描かれ、時代の変化を表現している。

### キャスト
- 弟 - 梶裕貴

- 兄 - 細谷佳正

- 老人 - 坂本頼光

- からくり屋 - 黒瀬涼花

### スタッフ
- 監督／脚本 - 塚原重義

- キャラクターデザイン - やぼみ

- 音楽 - アカツキチョータ
- 音響監督 - 山田陽

- プロデューサー - 迫田祐樹

- 企画 - トリメガ研究所（川西由里・工藤健志・村上敬）

- 助成 - 一般財団法人　地域創造

2018年カラー・アニメーション作品（約9分）